# Mszaneć (obwód winnicki)
Mszaneć (ukr. Мшанець, pol. Mszaniec) – wieś na Ukrainie, w obwodzie winnickim, w rejonie koziatyńskim. W 2001 roku liczyła 135 mieszkańców.